# József Bozsik
József Bozsik, född 28 november 1925 i Kispest, död 31 maj 1978 i Budapest, var en ungersk fotbollsspelare.
Bozsik blev olympisk guldmedaljör i fotboll vid sommarspelen 1952 i Helsingfors.